# Битва при Кебане
Би́тва при Кеба́не — битва между войсками конийского султана Кей-Кавуса I и царя Киликийской Армении Левона I, состоявшаяся в 1218 году на равнине Кебан во время Войны за антиохийское наследство.

## Ход событий
В 1218 году конийский султан Кей-Кавус I послал к киликийским войскам передовой отряд из 3000 человек под командованием Мубариз-ад-дина Бахрамшаха для их обнаружения. Сам он позже осадил замок в Кебане близ Кахраманмараша. Однако гарнизон замка под командованием Константина Баберонского предприняли внезапную вылазку, поджег конийские катапульты и сумел уйти. После этого султан снял осаду замка и отправился на равнину Кебан.
Окружив киликийские войска во главе с Константином и Левоном I, конийские войска под командованием султана Кей-Кавуса и Мубариз-ад-дина вступили с ними в полевой бой. Первоначально киликийцы превосходили конийцев численностью, но позже султан Кей-Кавус собрал ещё больше войск и к вечеру полностью разгромил киликийскую армию.
После битвы царю Левону пришлось заключить мирный договор в пользу конийского султана.